# Jakub Nosek
Jakub Nosek (5. září 1938 – 1. března 2018) byl český filmový a televizní kameraman a režisér.

## Život a dílo
Po maturitě na gymnáziu odešel pracovat do Filmových laboratoří na Kudlově, kde ve volném čase sledoval natáčení hraných filmů, jako byla Cesta do pravěku nebo Vynález zkázy režiséra Karla Zemana. Po absolvování Filmové akademie múzických umění v Bratislavě v roce 1962 nastoupil jako jeden z prvních kameramanů do tehdy nově založeného studia Československé televize v Brně.
Po roce 1989 byl jmenován šéfkameramanem studia a v lednu roku 1991 odpovědným kameramanem náboženských pořadů. Stal se tak jedním ze zakládajících členů mimoredakční skupiny, pověřené náboženskými pořady, a s mimořádným nasazením se podílel na naprosté většině náboženských relací, vytvářených v brněnském studiu České televize. Od roku 1997 kromě práce kameramana pracoval také jako režisér všech přímých přenosů bohoslužeb, vysílaných z brněnského studia České televize.
Přínos Jakuba Noska spočívá především v jeho obrovské tvůrčí potenci a pracovitosti, v systematickém předávání zkušeností mladší generaci kameramanů a hlavně v osobitém obrazovém vidění světa. To ztvárnil především v dokumentárních pořadech (např. Reflexe z katechismu, Co je to krása, Pergamenová klenotnice, Já se tam vrátím, Krása užitečných věcí, Tvarosloví modernosti, Vila Tugendhat), v hudebních filmech (Lašské tance a Moravský rok), v pohádkách (Měsíční víla a Sedmero krkavců) i v hraných filmech (Poema, Venca, Historie dirigenta Kaliny, Smrt v kruhu, Zbabělec, Zobani, Úpis, Třináctá klec aj.).

## Kameramanská filmografie

### Filmy
- 2002 – Labyrint světa a lusthaus srdce (divadelní záznam)
- 1997 – Úraz (TV film)
- 1995 – Anatol (TV film)
- 1995 – Sen o krásné panně (TV film)
- 1995 – Valčík na uvítanou (TV film)
- 1994 – Návrat do cizí země (TV film)
- 1993 – Kurýr (TV film)
- 1993 – Sedmero krkavců (TV film)
- 1993 – Veliká stavba (TV film)
- 1993 – Zobani (TV film)
- 1993 – Zázračné dítě (TV film)
- 1991 – Sen o bílém volu (TV film)
- 1991 – Černá Fortuna (TV film)
- 1990 – Zbabělec (TV film)
- 1989 – Podivné premiéry (TV film)
- 1989 – Smrt v kruhu (TV film)
- 1989 – Stopy zločinu: Pátek, čas motýlů (TV film)
- 1989 – Stopy zločinu: Recept na rozloučenou (TV film)
- 1988 – Chirurgie (TV film)
- 1988 – Experiment profesora Rousse (TV film)
- 1988 – Jednou za život (TV film)
- 1988 – Zkušební doba (TV film)
- 1987 – Okřídlená hřídel (TV film)
- 1987 – Vražda v zastoupení (TV film)
- 1986 – Stopy zločinu: Otmar čeká spojku (TV film)
- 1986 – Svědectví čarovného zvonu (TV film)
- 1985 – Zlatý drak (TV film)
- 1984 – Narozeniny (TV film)
- 1984 – Vrah (TV film)
- 1984 – Víc než případ (TV film)
- 1984 – Zjasnělá noc (TV film)
- 1983 – Stopy zločinu: Alibi jako řemen (TV film)
- 1982 – Náledí (TV film)
- 1979 – Živnost jako řemen (TV film)
- 1978 – Búrajú starú pec (TV film)
- 1978 – Historie dirigenta Kaliny (TV film)
- 1975 – Měsíční víla (TV film)
- 1973 – Kazisvěti (TV film)
- 1972 – Uprostřed babího léta ve stepi zahoukal vlak (TV film)
- 1972 – Venca (TV film)
- 1971 – Dokud jsou ryby němé (TV film)
- 1971 – Poloviční kouzelníci (TV film)
- 1969 – Cesta, která vede nikam (TV film)

### TV seriály
- 1997 – Četnické humoresky (TV seriál)
- 1995, 1994 – Detektiv Martin Tomsa (epizody Bílá past, Zlatá klec, Camel story) (TV seriál)

### Dokumentární
- 2005 – Poutní místa (TV seriál)
- 2003 – A přece se točí (TV film)
- 1999 – Dukla – krev a mýtus 1: Osudný obzor (TV film)
- 1999 – Dukla – krev a mýtus 2: Agónie vítězství (TV film)
- 1999 – Malíř František Foltýn (TV film)
- 1997 – Mauritius – Perla Indického oceánu (TV film)
- 1996 – Klavírista, běžec, veselý slepec (TV film)
- 1992 – Příběhy vyprávěné větru (TV film)
- 1991 – Malíř Bohumír Matal (TV film)
- 1989 – Sólo pro jeden dech (TV film)
- 1988 – Za krásou okamžiku (TV film)
- 1979 – Jiří Mahen (TV film)
- 1976 – Já se tam vrátím (TV film)

### TV pořady
- 2002 – Křesťanský magazín (TV pořad)
- 1980 – Pět kruhů (TV pořad)

## Ocenění
V roce 1998 získal Cenu města Brna v oblasti žurnalistiky a publicistiky. V říjnu 2007 ocenil jeho dlouholeté tvůrčí aktivity a obětavou službu brněnský biskup Vojtěch Cikrle medailí sv. Petra a Pavla. Jakub Nosek byl také dvakrát oceněn hlavní cenou festivalu Arsfilm v Kroměříži, vyznamenán Cenou ČSAV a cenou Pierot a Cenou města Brna.
U příležitosti jeho 75. narozenin obdržel od biskupa Cikrleho medaili sv. Cyrila a Metoděje jako poděkování za dlouholetou obětavou práci.